# فرد ۳
فرد ۳ (به انگلیسی: Fred 3: Camp Fred) یک فیلم کمدی مستقل محصول سال ۲۰۱۲ آمریکا ، به کارگردانی جاناتان جاج است و سومین قسمت از مجموعه فیلم "فِرِد" میباشد.

## جوایز
| سال  | جایزه             | رده بندی                                                                                  | دریافت کننده | نتیجه    | منبع  |
| ---- | ----------------- | ----------------------------------------------------------------------------------------- | ------------ | -------- | ----- |
| ۲۰۱۳ | جایزه هنرمند جوان | بهترین عملکرد در فیلم تلویزیونی، مینی سریال، ویژه برنامه یا پایلوت- بازیگر زن پیشروی جوان | لیه لوییس    | نامزدشده | [ ۴ ] |

## جستار های وابسته
- فرد: فیلم
- فرد ۲: شبی که فرد زنده شد